# Amol
Amol (en Persan: آمل) est une ville au nord de l'Iran, dans la province du Mazandaran.
Traversée par le fleuve Haraz, Amol est située à 20 km au sud de la mer Caspienne et à 10 km au nord des monts Alborz. Elle se trouve également à 180 km de Téhéran et à 70 km de Sari, la capitale de la province.

## Histoire
Amol est l'une des plus anciennes villes d'Iran. Amol a été la capitale de l'empire parthe et Alavi et Marashyan. Amol a été le premier foyer de l'arrivée des Aryens en Iran. Amol a été la capitale culturelle du monde antique de cette époque et renommée pour ses savants.
Plusieurs historiens iraniens y sont nés : le renommé Tabari en 839, Ibn Isfandiyar au XIIIe siècle, ainsi qu'Awliya Allah Amuli au XIVe.

## Attractions
Les attractions principales autour de la ville de Amol sont énumérées ci-après:
- Mont Damavand
- Barrage de Lar
- Village touristique Alimastan
- Parc national de Dashte-e-Lar
- Parc forestier de Helomsar et du khan kotchak Mirza
- Davazdah Cheshmeh
- Pont Felezi
- Lac Lar
- Le tombeau de Mir Sayyid Heydar Amoli
- Le tombeau de Mir Bozorg
- Le tombeau de Nasser Oul Haqq
- Imamzadeh Ibrahim
- Imamzadeh Abdollah
- Imamzadeh Hashem
- Dasht-e-Namarestagh
- Inscription Shekl-e-shah
- Château Malek Bahman
- Cascade Yakhi
- Cascade Deryouk
- Cascade Shahandasht
- grotte Gol-e-zard
- grotte Kafer Keli
- Route du Haraz et fleuve Haraz
- Tombe de Heshtel
- Le Vieux Marché d'Amol
- Mosquée Djameh
- Mosquée Agha Abass
- Mosquée Hadj Ali Koutchak
- Bains Safavi
- Bains Achraf Al-Soltan
- Thermes Larijan

## Jumelages de la municipalité d’Amol
- Lahore (Pakistan) depuis le 28 octobre 2010.

## Personnalités
- Taleb Amoli (1585-1627), poète de langue mazandarani, est né à Amol.

## Galerie

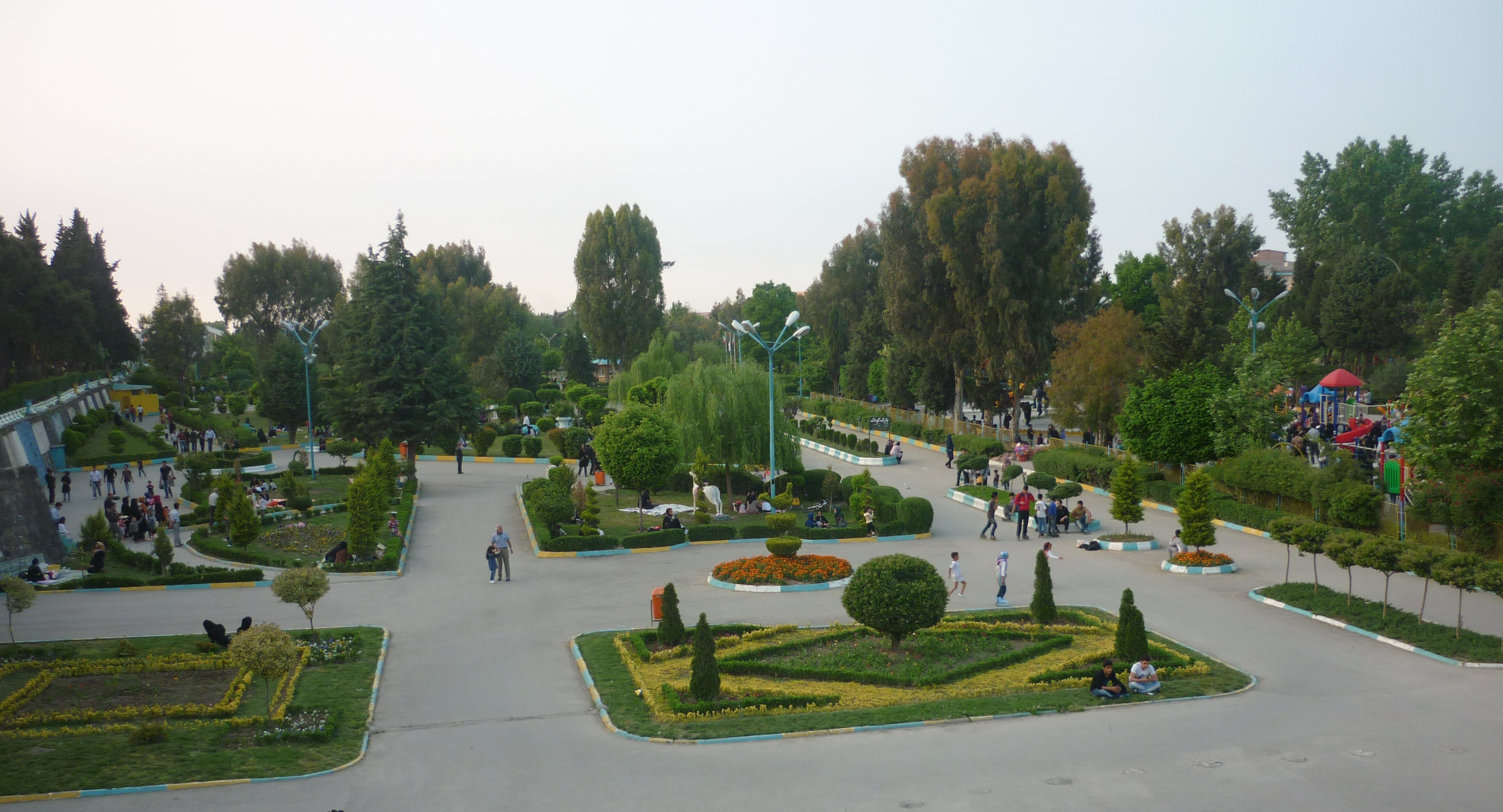
Parc Talaie
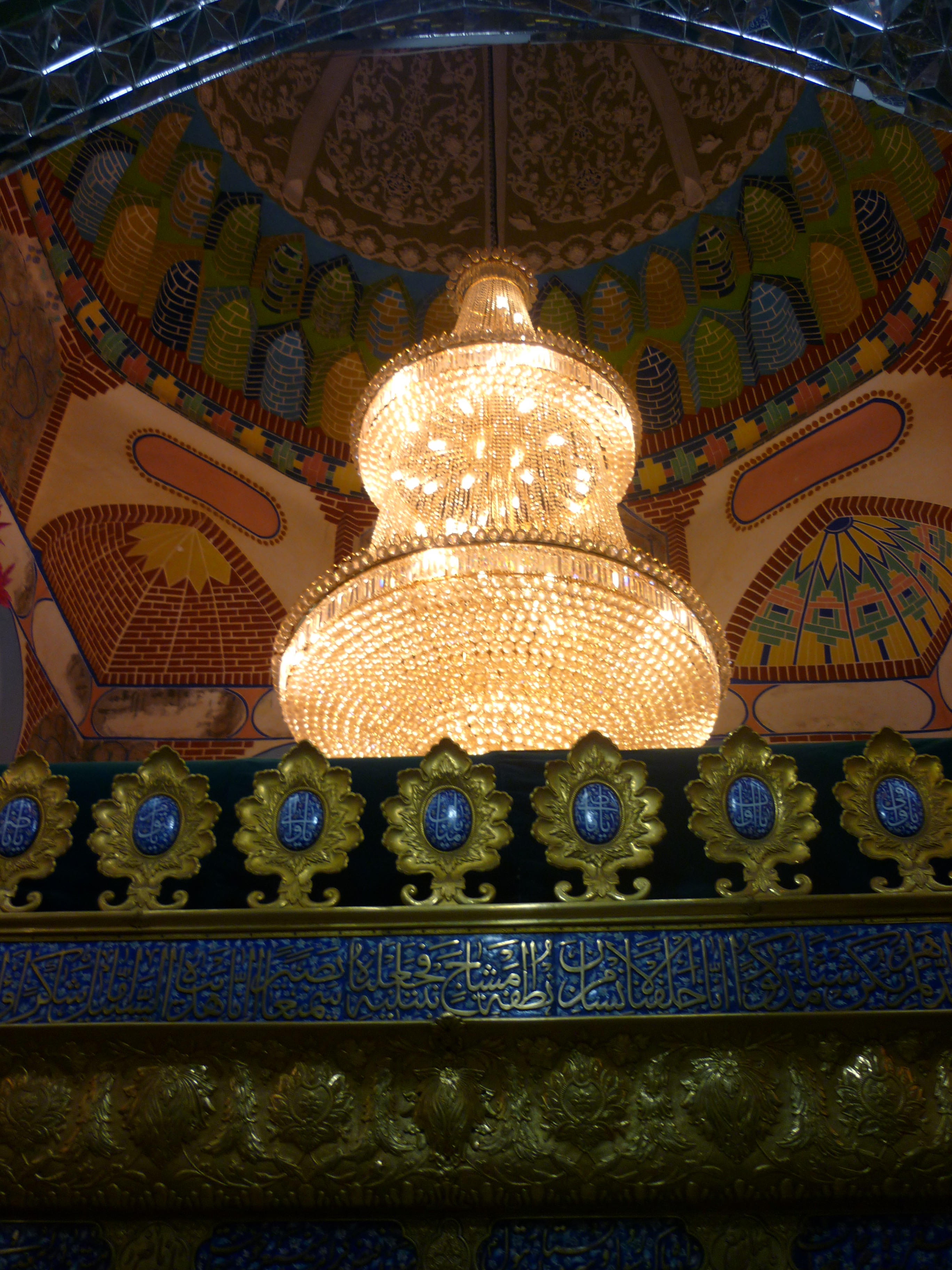
Imamazadeh Ibrahim
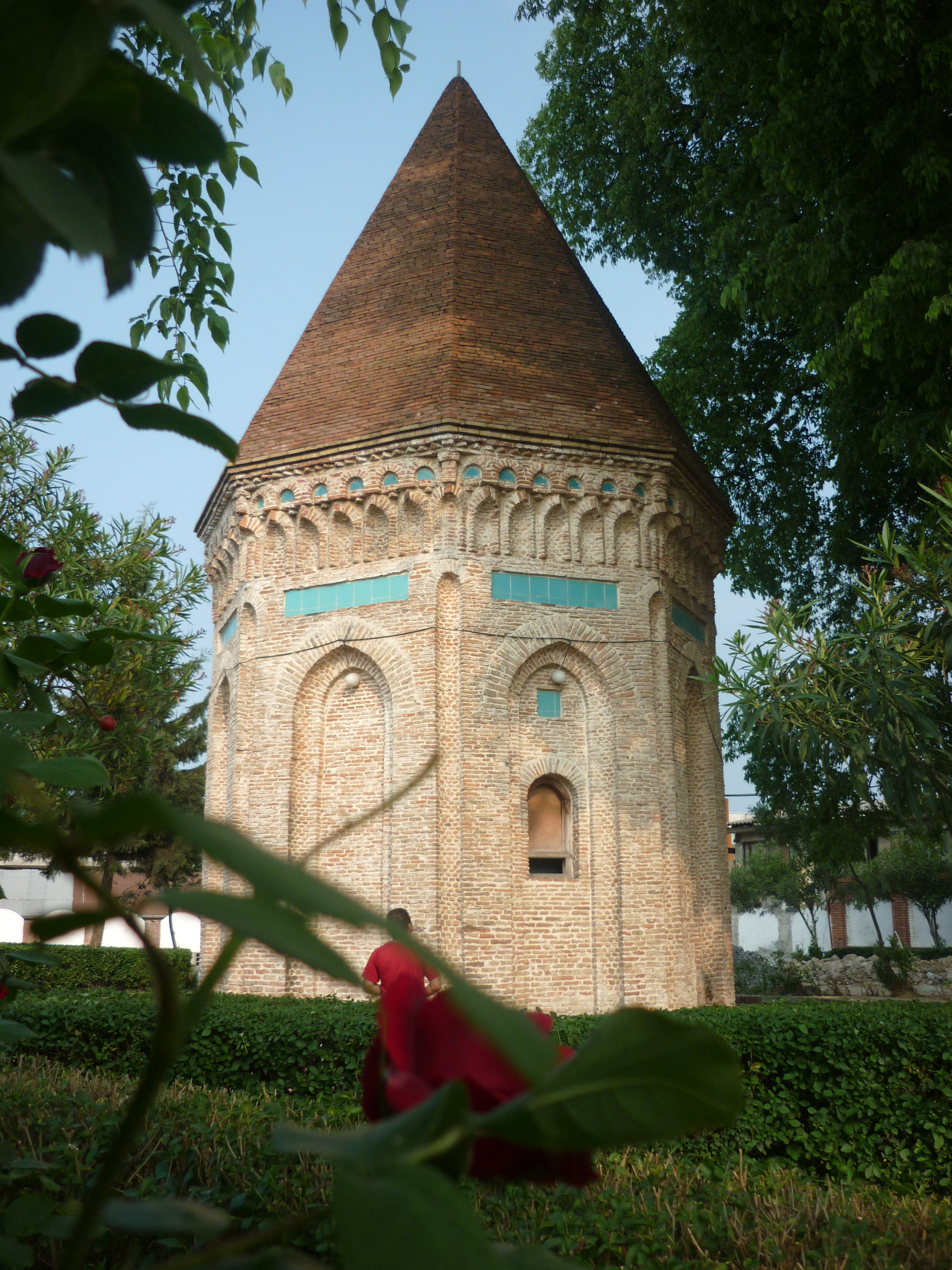
Le tombeau de Mir Sayyid Heydar Amoli
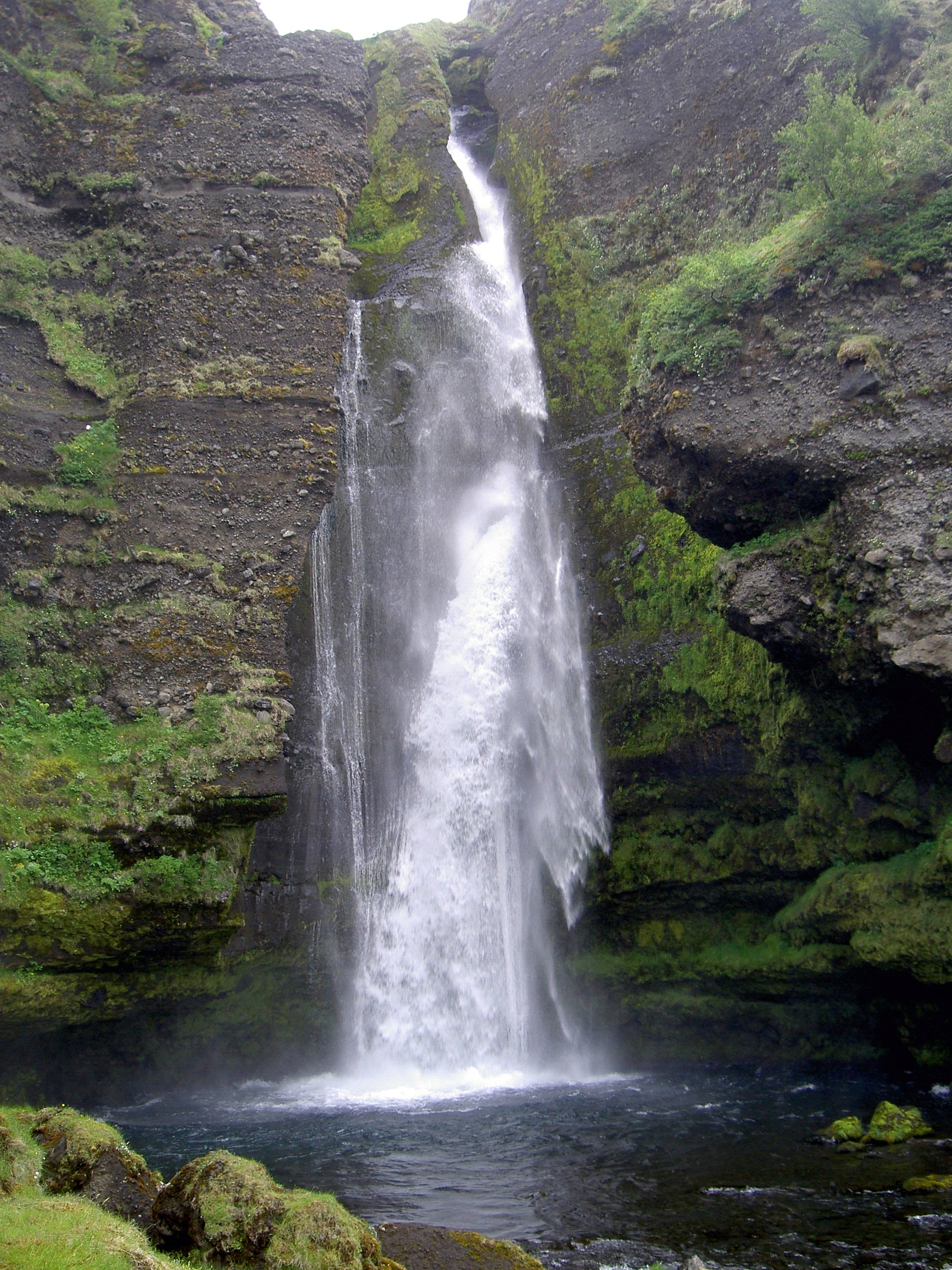
Sange Darka
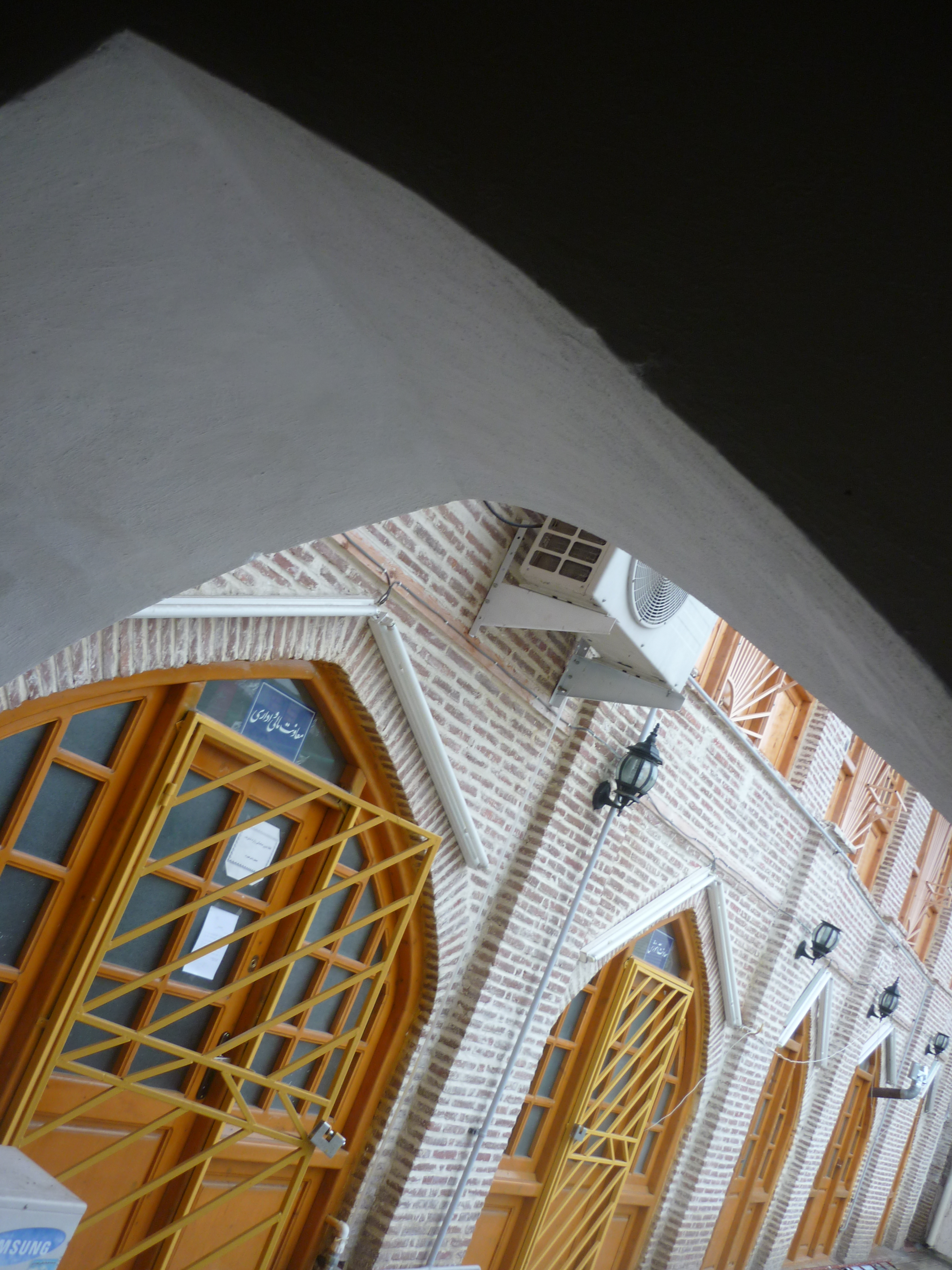
Mosquée Djameh
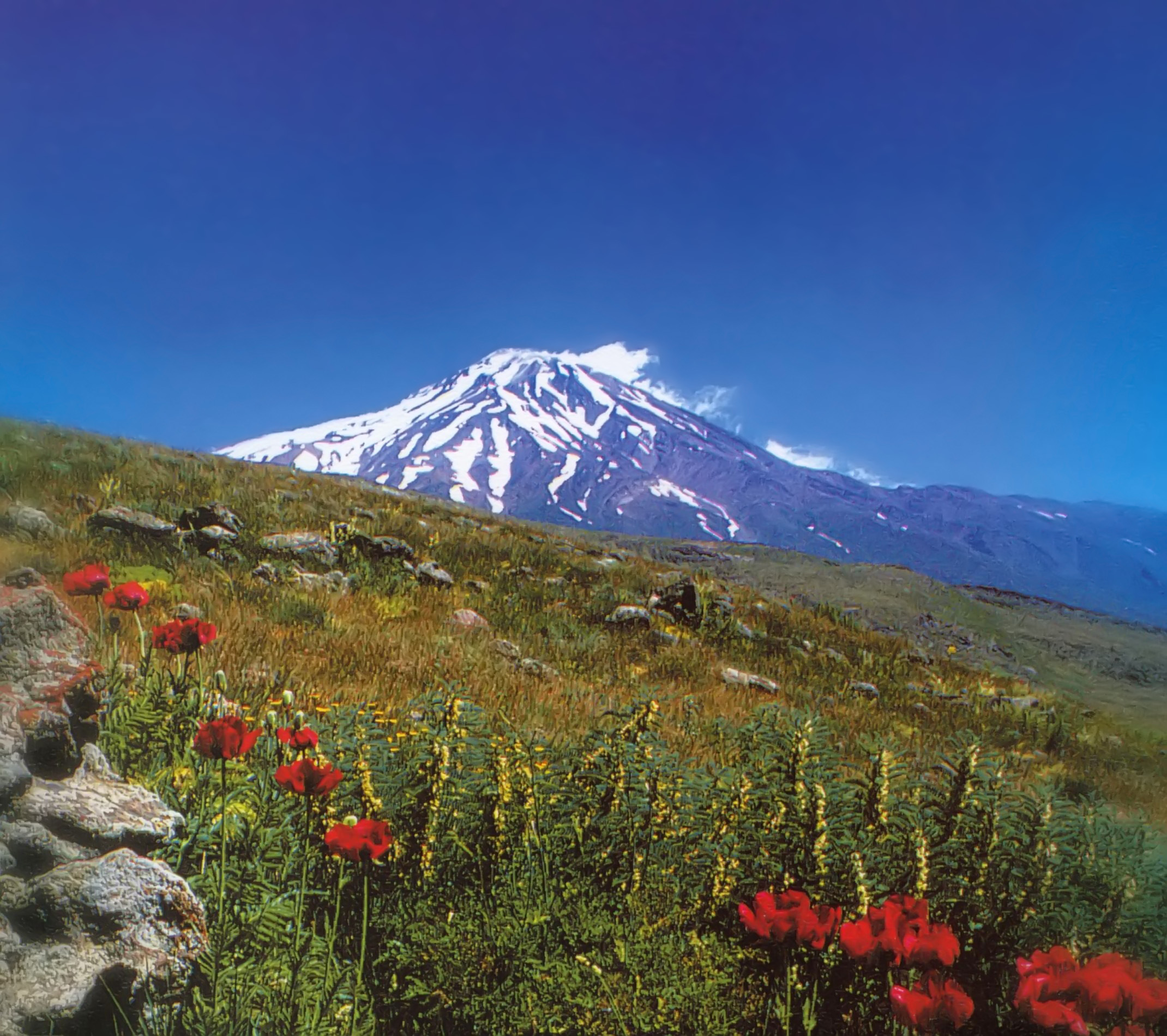
Dasht-e-Lar
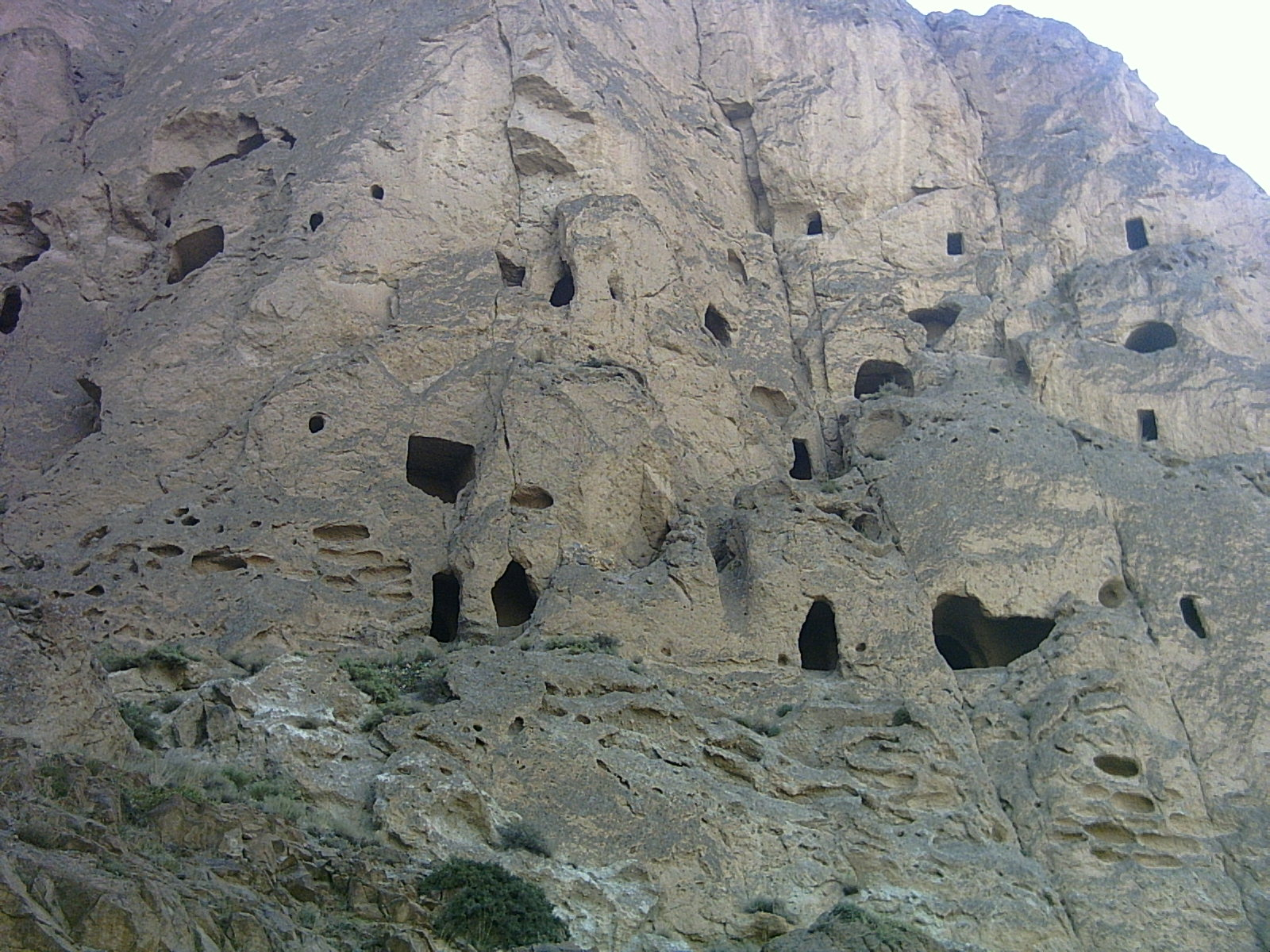
grotte Kafer Keli
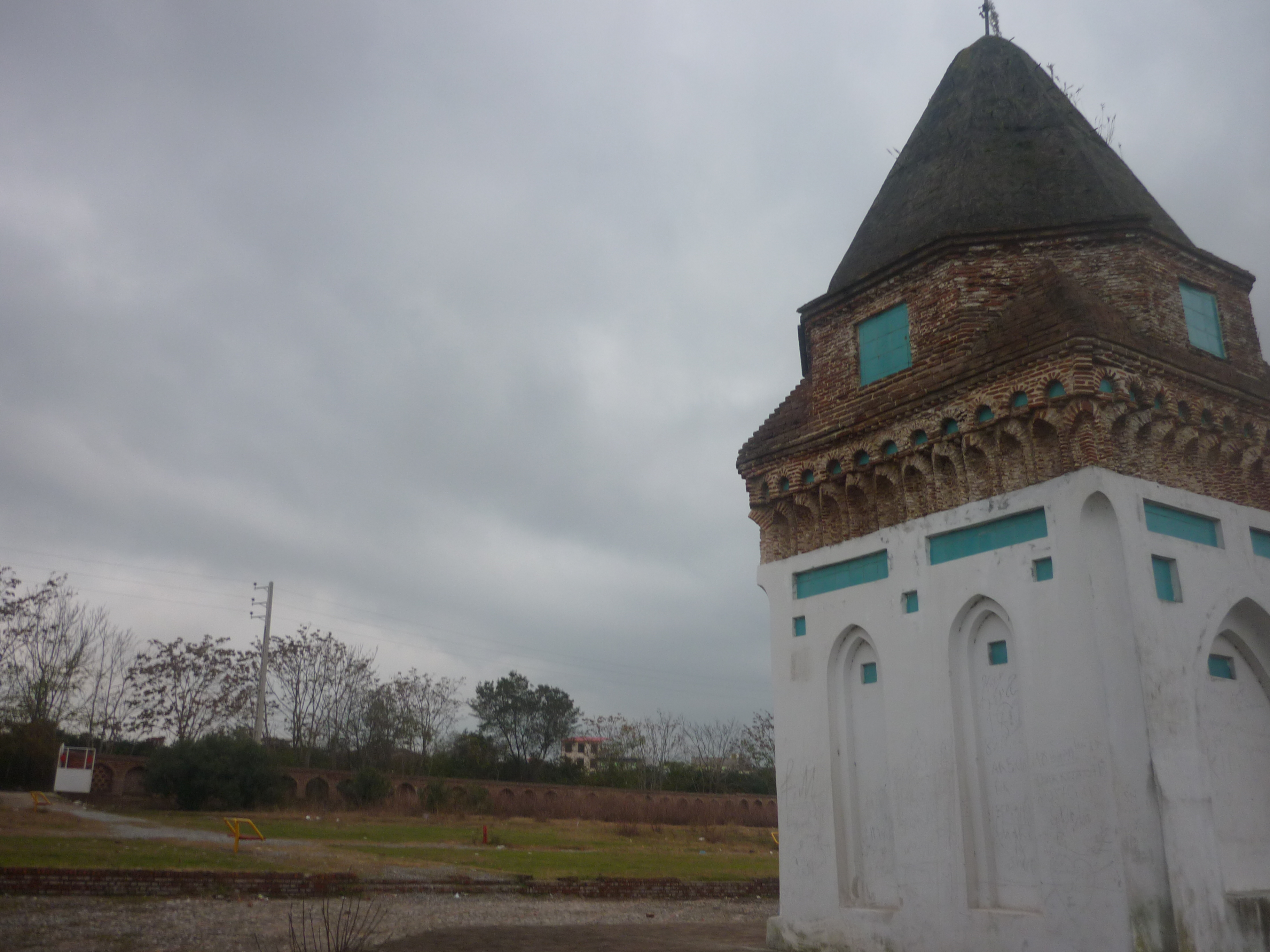
Tombeau de Nasser Oul-haqq